# 馬渕明子
馬渕 明子（まぶち あきこ、1947年6月18日 - ）は、日本の美術史家、日本女子大学名誉教授。前・国立西洋美術館館長。

## 来歴
神奈川県茅ヶ崎市生まれ。1958年東京教育大学附属小学校（現・筑波大学附属小学校）卒、1964年東京教育大学附属中学校・高等学校（現・筑波大学附属中学校・高等学校）卒、1972年東京大学教養学部フランス科卒、1978年同大学院人文科学研究科美術史博士課程満期退学。この間、パリ第4大学に留学。東京大学文学部助手、国立西洋美術館学芸課主任研究官、青山学院女子短期大学助教授、日本女子大学助教授、同教授を経て、同名誉教授。
1993年『美のヤヌス』でサントリー学芸賞受賞。1998年『ジャポニスム 幻想の日本』でジャポニスム学会賞受賞、同学会会長。2013年に国立西洋美術館館長ならびに独立行政法人国立美術館理事長、文化審議会委員。
サッカー好きでもあり、2014年3月日本サッカー協会副会長。2015年4月日本女子サッカーリーグ理事長。2018年3月、日本サッカー協会副会長を退任し、顧問に就任。

## 著書
- 『美のヤヌス テオフィール・トレと19世紀美術批評』スカイドア 1992
- 『ジャポニスム 幻想の日本』ブリュッケ 1997、新版2004、2015／ちくま学芸文庫 2025.8
- 『舞台の上のジャポニスム 演じられた幻想の〈日本女性〉』NHK出版〈NHKブックス〉 2017

### 共編・編著
- 『NHKオルセー美術館 2 印象派・光と色彩の讃歌 モネ、ルノワール、シスレー、ピサロ』日本放送出版協会 1990
- 『世界美術大全集西洋編 第21巻 レアリスム 1』小学館 1993
- 『美術とジェンダー 非対称の視線』鈴木杜幾子・千野香織共編著 ブリュッケ 1997、新版2003
- 『交差する視線 美術とジェンダー 2』鈴木杜幾子・池田忍・金惠信共編著 ブリュッケ 2005

### 翻訳
- アンドレア・デュエ社編「こどもとみるせかいのびじゅつ」福音館書店 2000
『かおのいろいろ』『どうぶつたち』『ひとのかたち』『しぜんをみると』